# Jasionik
Jasionik (776 m) – szczyt w grupie Zbludzkich Wierchów w Beskidzie Wyspowym. Znajduje się w obrębie miejscowości Zalesie. Jego wschodnie stoki opadają do doliny potoku Zbludza, zachodnie – do doliny potoku Szczawa. Nie prowadzi przez niego żaden szlak turystyczny. Jest w większości porośnięty lasem, ale na jego stokach są polany, a stoki wschodnie są w dużym stopniu bezleśne, zajęte przez pola miejscowości Zalesie.